# Premier Division 2017-2018 (Sudafrica)
La Premier Division 2017-2018 è stata la 59ª edizione del massima serie del campionato sudafricano di calcio, la 22ª disputata con questa formula.
I Mamelodi si sono aggiudicati il loro dodicesimo titolo davanti agli Orlando Pirates.
I capocannonieri di questa edizione sono stati Percy Tau dei Mamelodi e Rodney Ramagalela dei Polokwane City, entrambi con 11 reti.

## Squadre
Di seguito le 16 squadre che partecipano a questa edizione del
campionato:
- Bidvest  Wits (Johannesburg)
- Bloemfontein Celtic (Bloemfontein)
- AmaZulu (Durban)
- SuperSport Utd (Atteridgeville)
- M. Sundowns (Pretoria)
- Platinum Stars (Phokeng)
- Cape Town City (Città del Capo)
- Golden Arrows (Umlazi)
- Orlando Pirates (Soweto)
- Baroka (Polokwane)
- Ajax Cape Town (Città del Capo)
- Polokwane City (Polokwane)
- Kaizer Chiefs (Johannesburg)
- Free State Stars (Bethlehem)
- Chippa United (Port Elizabeth)
- Maritzburg Utd (Pietermaritzburg)

## Classifica
| Pos. | Squadra             | Pt | G  | V  | N  | P  | GF | GS | DR  |
| ---- | ------------------- | -- | -- | -- | -- | -- | -- | -- | --- |
| 1.   | M. Sundowns         | 60 | 30 | 18 | 6  | 6  | 49 | 24 | +25 |
| 2.   | Orlando Pirates     | 55 | 30 | 15 | 10 | 5  | 41 | 25 | +15 |
| 3.   | Kaizer Chiefs       | 48 | 30 | 12 | 12 | 6  | 27 | 22 | +5  |
| 4.   | Maritzburg Utd      | 44 | 30 | 11 | 11 | 8  | 36 | 23 | +13 |
| 5.   | Cape Town City      | 40 | 30 | 11 | 7  | 12 | 26 | 27 | −1  |
| 6.   | Free State Stars    | 40 | 30 | 10 | 10 | 10 | 29 | 31 | −2  |
| 7.   | SuperSport Utd      | 39 | 30 | 9  | 12 | 9  | 28 | 28 | 0   |
| 8.   | Golden Arrows       | 38 | 30 | 8  | 14 | 8  | 36 | 34 | +2  |
| 9.   | AmaZulu             | 38 | 30 | 9  | 11 | 10 | 30 | 35 | −5  |
| 10.  | Chippa United       | 37 | 30 | 7  | 16 | 7  | 27 | 26 | +1  |
| 11.  | Bloemfontein Celtic | 37 | 30 | 8  | 13 | 9  | 25 | 32 | −7  |
| 12.  | Polokwane City      | 36 | 30 | 7  | 15 | 8  | 33 | 33 | 0   |
| 13.  | Bidvest Wits        | 36 | 30 | 9  | 9  | 12 | 27 | 36 | −9  |
| 14.  | Baroka              | 34 | 30 | 7  | 13 | 10 | 32 | 38 | −6  |
| 15.  | Platinum Stars      | 27 | 30 | 6  | 9  | 15 | 23 | 35 | −12 |
| 16.  | Ajax Cape Town      | 24 | 30 | 6  | 6  | 18 | 21 | 40 | −19 |

      Campione, ammessa alla CAF Champions League 2018-2019.
      Ammesse alla CAF Champions League 2018-2019.
      Ammesse alla Coppa della Confederazione CAF 2018-2019.
      Retrocesse.

## Statistiche

### Individuali

#### Classifica marcatori
| Posizione | Giocatore          | Squadra             | Goals |
| --------- | ------------------ | ------------------- | ----- |
| 1         | Rodney Ramagalela  | Polokwane City      | 11    |
| 1         |                    |                     |       |
| Percy Tau | Mamelodi Sundowns  | 11                  |       |
| 3         | Gift Motupa        | Baroka              | 9     |
| 4         | Khama Billiat      | Mamelodi Sundowns   | 8     |
| 4         | Lerato Lamola      | Golden Arrows       | 8     |
| 4         | Aubrey Modiba      | SuperSport United   | 8     |
| 4         | Evans Rusike       | Supersport United   | 8     |
| 8         | Mhlengi Cele       | AmaZulu             | 7     |
| 8         | Knox Mutizwa       | Golden Arrows       | 7     |
| 10        | Andrea Fileccia    | Maritzburg United   | 6     |
| 10        | Sepana Letsoalo    | Bloemfontein Celtic | 6     |
| 10        | Siphelele Magubane | Golden Arrows       | 6     |
| 10        | Lehlohonolo Majoro | Bidvest Wits        | 6     |
| 10        | Walter Musona      | Polokwane           | 6     |
| 10        | Sibusiso Vilakazi  | Mamelodi Sundowns   | 6     |
| 10        | Themba Zwane       | Mamelodi Sundowns   | 6     |

### Di squadra

#### Maggiore scarto
25 aprile 2018
 Orlando Pirates 4-0  Bidvest  Wits

#### Partite con più goal
25 febbraio 2018
 Chippa United 2-4  Orlando Pirates